# Ельза Ейнштейн
Ельза Ейнштейн, у першому шлюбі Левенталь, у другому Ейнштейн (18 січня 1876 , Гехінген  — 20 грудня 1936 , Принстон, Нью-Джерсі ) — німецька політична діячка[джерело?].

## Життєпис
Народилася в Гехінгені 18 січня 1876 року у родині Рудольфа та Фанні Ейнштейн (до шлюбу Кох). Її батьки були двоюрідними батьками Альберта Ейнштейна. Мала двох сестер: Паула (бл. 1878 — бл. 1955) та Герміона (1872—1942). Батько був власником підприємства з виробництва текстилю в Гехінгені. 
Під час частих візитів її родини до Мюнхена Ельза часто гралася з двоюрідним братом. Розмовляючи швабським діалектом, вона називала його «нім. Альбертль». Шляхи розійшлися в 1894 році, коли сім'я разом з Альбертом залишила Німеччину і вирушила до Мілану.
У 1896 році одружилася з торговцем тканинами Максом Левенталем (1864—1914) з Берліна. Народила трьох дітей: доньок Ільзу (1897—1934) та Марго (1899—1986), син (1903) помер незабаром після народження. Усі разом вони жили в Гехінгені. У 1902 році чоловік влаштувався на роботу в Берліні. Його родина залишилася в Гехінгені. Ельза розлучилася з Максом 11 травня 1908 року і переїхала з двома доньками до квартири, розташованої над квартирою своїх батьків на Габерландштрассе 5, у Берліні. Собі та донькам повернула дошлюбне прізвище Ейнштейн після розлучення з Левенталем у 1908 році.

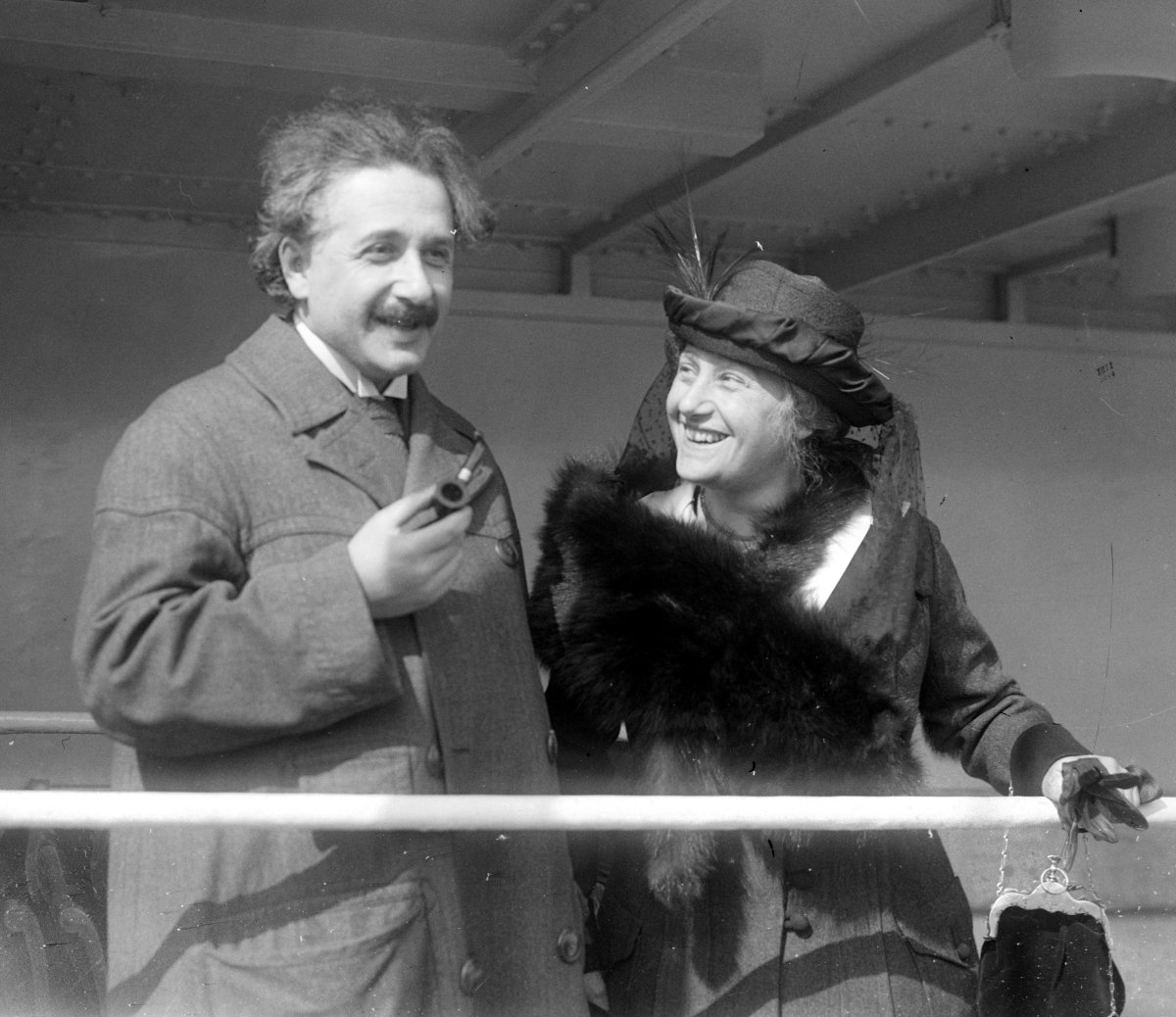
Ельза Ейнштейн з чоловіком Альбертом прибуває до Нью-Йорка на борту SS Rotterdam

Розпочала стосунки з двоюрідним братом Альбертом Ейнштейном у квітні 1912 року. Він був одружений з першою дружиною, фізикинею і математикинею Мілевою Марич. Альберт розлучився в липні 1914 року. Ейнштейн повернулася з двома синами до Цюриха. Їхнє поступове розлучення остаточно завершилося 10 лютого 1919 року. Через три з половиною місяці, 2 червня 1919 року, Ейнштейн одружилася з кузеном.
З падчерками Ільзою та Марго Ейнштейни створили дружню та міцну родину. Хоча вони не мали спільних дітей, Альберт виховував доньок як своїх. Жили на околиці Берліна, придбавши в 1929 році літній будиночок у містечку Капут (Бранденбург) поблизу Потсдама. Ейнштейн також деякий час була секретаркою чоловіка.
В цьому шлюбі Ейнштейн дуже часто охороняла і захищала чоловіка від небажаних гостей і шарлатанів. Вона стала ініціаторкою будівництва літнього будиночка в 1929 році.
У 1933 році Ейнштейни переїхали до Принстона у штаті Нью-Джерсі в США. Восени 1935 року вони переїхали до будинку на Мерсер-стріт, № 112, купленого у серпні. Але невдовзі після цього в Ельзи розпухло око та діагностували проблеми з серцем і нирками. Коли її діагностували, чоловік вирішив приділяти більше часу самонавчанню. У книзі Волтера Айзексона «Ейнштейн: його життя та всесвіт» сказано, що він вірив, що «напружена інтелектуальна праця та погляд на природу Бога є тим примирливим, зміцнюючим, але невпинно суворими ангелами, які проведуть мене через усі життєві негаразди». Таким чином Ейнштейн намагався втекти від своїх проблем, зосередившись на роботі, яка б відволікала б його від смерті дружини. 
Ельза Ейнштейн померла після тяжкої ниркової недостатності 20 грудня 1936 року в будинку на Мерсер-стріт на 61-у році життя.